# Adobe Photoshop
Adobe Photoshop ([əˈdəubɪ ˈfəutəʃɔp], Едоубі Фотошоп) — графічний редактор, розроблений і поширюваний фірмою Adobe Systems. Цей продукт є лідером ринку в галузі комерційних засобів редагування растрових зображень і найвідомішим продуктом фірми Adobe. Часто цю програму називають просто Photoshop (Фотошоп). У наш час Photoshop доступний на платформах Mac OS X/Mac OS і Microsoft Windows. Ранні версії редактора були портовані під SGI IRIX, але офіційна підтримка була припинена, починаючи з третьої версії продукту. Для версії CS і CS6 можливий запуск під Linux за допомогою альтернативи Windows API — Wine.

## Можливості

### Основні
Photoshop головним чином призначений для редагування цифрових фотографій та створення растрової графіки. Особливості Adobe Photoshop полягають у багатому інструментарії для операції створення і обробки зображень, високій якості обробки графічних зображень, зручності й простоті в експлуатації, широких можливостях до автоматизації обробки растрових зображень, які базуються на використанні сценаріїв, механізмах роботи з кольоровими профілями, які допускають їх втілення в файли зображень з метою автоматичної корекції кольорових параметрів при виводі на друк для різних пристроїв, великому наборі команд фільтрації, за допомогою яких можна створювати найрізноманітніші художні ефекти.
Базові інструменти редагування дозволяють змінювати тон, насиченість зображення, обтинати його, накладати фотофільтри, виправляти перспективу тощо. Photoshop підтримує так звані шари — прозорі області зображення, на яких розміщуються елементи фотомонтажу, текст, геометричні фігури. Програма містить інструменти для роботи з текстом і нескладними фігурами, дозволяє малювати робочі контури, задавати текстам і фігурам стилі оформлення. Для роботи з окремими фрагментами зображення передбачені різні типи виділення: за фігурою, в режимі «малювання» зони виділення, за діапазоном кольорів тощо. Існують різноманітні фільтри для деформації та стилізації зображення, такі як фільтри розмиття, імітації різних художніх технік. Photoshop також містить інструменти для цифрового живопису, зокрема набори пензлів. Користувач може змінювати їх розмір, кут нахилу, колір. Підтримується встановлення сторонніх пензлів, стилів, шрифтів, палітр.
Попри те, що спочатку програма була розроблена як редактор зображень для поліграфії, в наш час[коли?] вона широко використовується і у вебдизайні. У більш ранній версії була включена спеціальна програма для цих цілей — Adobe ImageReady, яка була виключена з версії CS3 за рахунок інтеграції її функцій в сам Photoshop, а також включення в лінійку програмних продуктів Adobe Fireworks, що перейшло у власність Adobe після придбання компанії Macromedia.

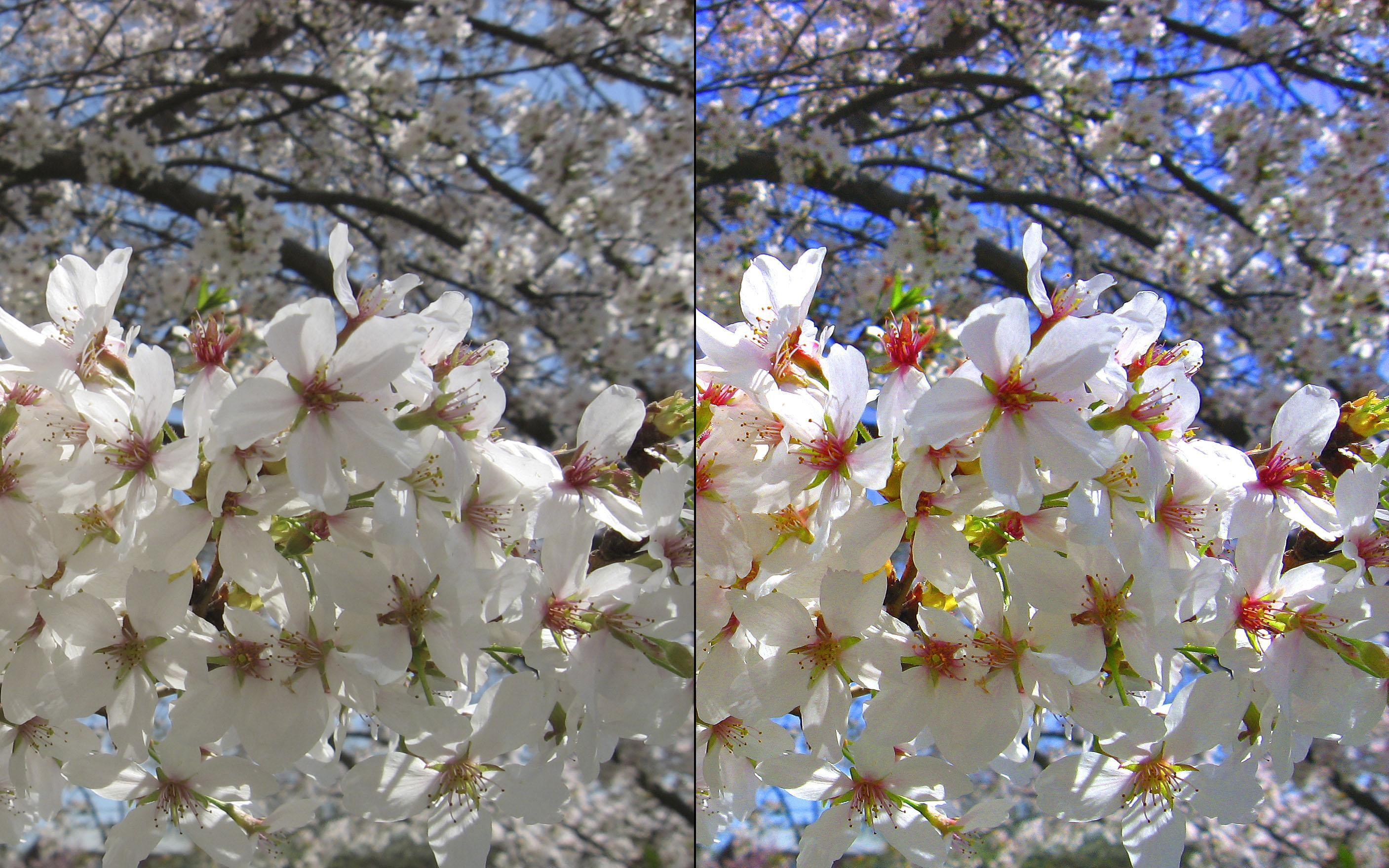
Фото до і після коригування в Photoshop

Photoshop тісно пов'язаний з іншими програмами для обробки медіафайлів, анімації та іншої творчості. Спільно з такими програмами, як Adobe ImageReady (програма скасована у версії CS3), Adobe Illustrator, Adobe Premiere, Adobe After Effects і Adobe Encore DVD, він може використовуватися для створення професійних DVD, забезпечує засоби нелінійного монтажу і створення таких спецефектів, як фони, текстури і т. д. для телебачення, кінематографу і всесвітньої павутини. Основний формат Photoshop, PSD, може бути експортований і імпортований всіма програмними продуктами, переліченими вище. Photoshop CS підтримує створення меню для DVD. Спільно з Adobe Encore DVD, Photoshop дозволяє створювати меню або кнопки DVD. Photoshop CS3 у версії Extended підтримує також роботу з тривимірними шарами.
Підтримується обробка зображень, як з традиційною глибиною кольору (8 біт, 256 градацій яскравості на канал), так і з підвищеною (16 біт, 65536 відтінків в кожному каналі). Можливе збереження у файлі додаткових елементів, як то: напрямних (Guide), каналів (наприклад, каналу прозорості — Alpha channel), шляхів обтравки (Clipping path), шарів, що містять векторні і текстові об'єкти. Файл може включати колірні профілі (ICC), функції перетворення кольору (transfer functions).
Photoshop підтримує такі колірні моделі або способи опису кольорів зображення (в нотації самої програми — режим зображення): RGB, LAB, CMYK, Grayscale, Bitmap, Duotone, Indexed, Multichannel.Через високу популярність Photoshop підтримка його формату файлів, PSD, була реалізована в його основних конкурентів, таких, як Macromedia Fireworks, Corel PHOTO-PAINT, Pixel image editor, WinImages, GIMP, Jasc Paintshop Pro і т. д.

### Розширені

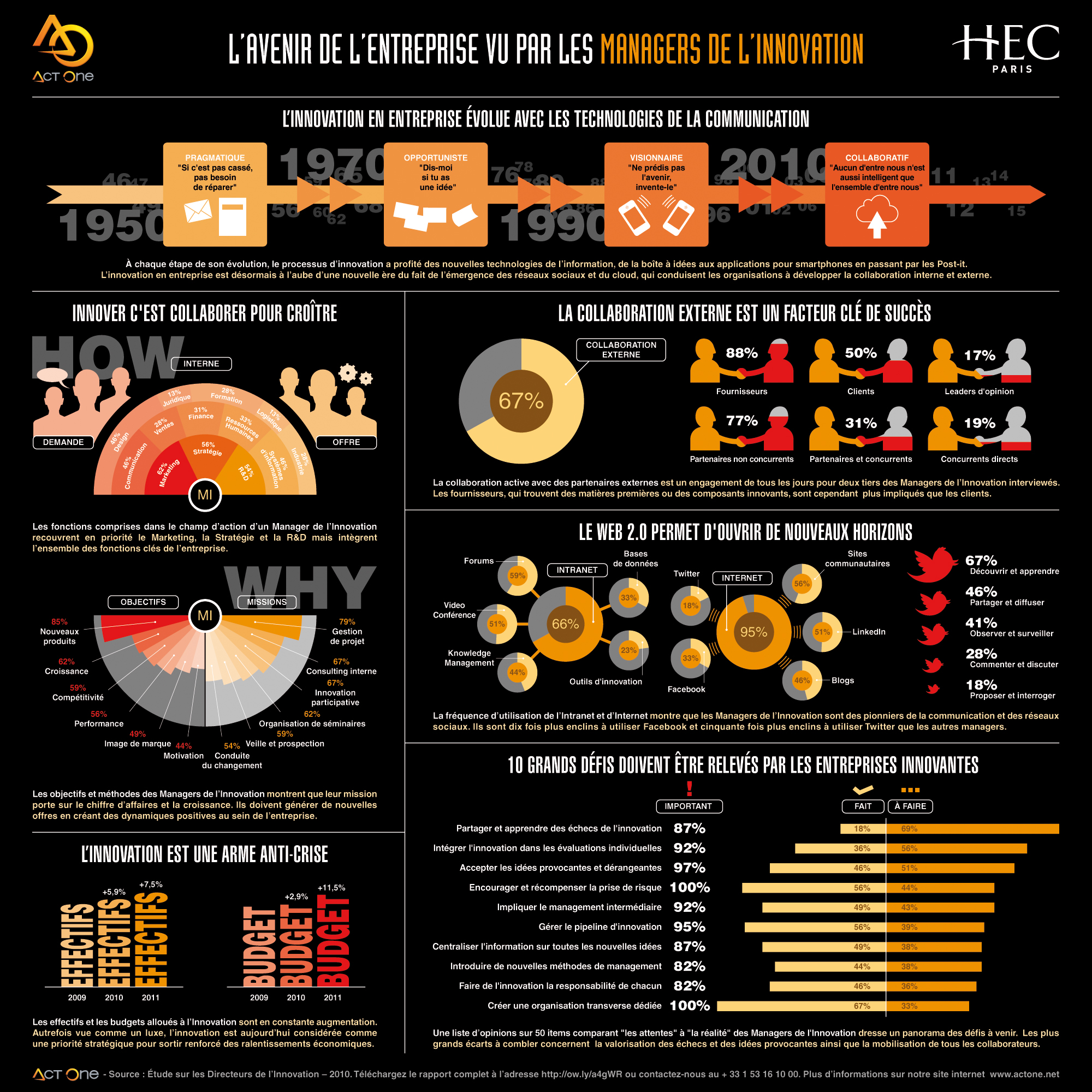
Інфографіка, виконана в Photoshop

Розширена версія програми Adobe Photoshop Extended призначена для більш професійного використання, а саме — при створенні фільмів, відео, мультимедійних проектів, тривимірного графічного дизайну та вебдизайну, для роботи в галузях виробництва, медицини, архітектури, при проведенні наукових досліджень.
У програмі Adobe Photoshop Extended сучасних версій (CS4, CS5, CC) можна відкривати і працювати з 3D-файлами, створюваними такими програмами, як Adobe Acrobat 3D, 3ds Max, Maya і Google Earth. Photoshop підтримує такі формати файлів 3D: U3D, 3DS, OBJ, KMZ і DAE. Можливо використовувати тривимірні файли для впровадження в двовимірне фото. Доступні деякі операції для обробки 3D-моделі як робота з каркасами, вибір матеріалів з текстурних карт, налаштування світла. Також можна створювати написи на 3D-об'єкті, обертати моделі, змінювати їх розмір і положення в просторі. Програма містить у собі також команди з перетворення плоских фотографій в тривимірні об'єкти певної форми, такі як, наприклад, банка, піраміда, циліндр, сфера, конус та ін.
Для імітації руху в Photoshop можна створювати кадри мультиплікації, використовуючи шари зображення. Можна створювати відеозображення, засновані на одній з багатьох заданих піксельних пропорцій. Після редагування є змога зберегти свою роботу у вигляді файлу GIF-анімації або PSD, який надалі можна програти у багатьох відеопрограмах, таких як Adobe Premiere Pro або Adobe Effects. Доступне відкриття або імпортування відеофайлів і послідовності зображень для редагування і ретушування, створення відеоряду мультиплікації і експорт робіт у файл формату QuickTime, GIF-анімацію або послідовність зображень. Відеокадри можна окремо редагувати, трансформувати, клонувати, застосовувати до них маски, фільтри, різні способи накладення пікселів, на них можна малювати, використовуючи різні інструменти.
Photoshop підтримує файли DICOM (Digital Imaging and Communications in Medicine) — цифрові зображення і комунікації в медицині. Для відкритого в Photoshop DICOM-файлу, можна використовувати будь-який інструмент Photoshop для корекції і ретушування зображень.
І нарешті, за допомогою програми Photoshop Extended можна розглядати MATLAB-зображення, обробляти їх у програмі Photoshop, комбінувати команди MATLAB з технологіями обробки зображень Photoshop. Як тільки встановлюється з'єднання з програмою Photoshop з програми MATLAB і здійснюється введення команд в командний рядок MATLAB, ці керуючі дії негайно виконуються в Photoshop. Файли, підготовлені в програмі MATLAB, мають розширення m, fig, rpt, mat, mdl. Комунікація між Photoshop і MATLAB використовує інтерфейс Photoshop JavaScript і бібліотечний інтерфейс MATLAB.
Є функція Photomerge, яка полягає у автоматичному створенні панорами з кількох зображень, що мають спільні елементи.

## Версії
У 1987 році студент університету Мічигану Томас Нолл (Thomas Knoll) створив, як додаток до дисертації, програму для виведення зображення на монітор Macintosh II. З її допомогою можна було відображати напівтони, що не підтримувалося початково, автор назвав програму Display. Його брат Джон Нолл, що працював у LucasArts, помітив почин і вдвох вони додали підтримку різних кольорів, регулювання гами та збереження зображень. Згодом було додано можливість роботи з виділеною областю, регулювання тону, відтінку. В 1988 році Томас перейменував програму на ImagePro, оскільки стара назва вже не відповідала суті. Компанія Barneyscan погодилася проспонсорувати Томаса в обмін на те, що ImagePro, переназвана на PhotoShop, розповсюджуватиметься з її сканерами.
У вересні 1988 Adobe Systems купила права на розповсюдження програми, залишивши розробниками братів Ноллів. У 1990 році з'явилася Photoshop 1.0. від Adobe, що стала головним конкурентом дорожчої, але менш функціональної Letraset's Color Studio. В 1992 Photoshop 1.0 було випущено для Windows, тоді як для Macintosh вже в 1991 вийшла Photoshop 2.0 з новими можливостями імпорту та растеризації векторних зображень, підтримки колірної моделі CMYK та інструментом «Перо». Позаяк CMYK дозволяла точно розраховувати витрати фарби при друці, це стало підставою швидкої популяризації програми. У Photoshop 3.0 додалася робота з шарами. Подальший успіх Photoshop підкріпили такі нововведення, як керування кольором, історія дій, задання стилів шарів, робота з текстом, пензель відновлення тощо.
Купивши головного конкурента, Aldus, яка розробляла PhotoStyler, Adobe перенесла до Photoshop її напрацювання: імітацію художніх технік, пензлів, начерки.
Photoshop 8.0, датована жовтнем 2003 рік, має назву Photoshop CS, оскільки почала належати до нової лінійки продуктів компанії Adobe Systems — Creative Suite (CS).
Photoshop v.10.0, датована квітнем 2007 року, отримала назву Photoshop CS3. Абревіатура CS3 означає, що продукт інтегрований в третю версію пакету програм Adobe Creative Suite. У попередніх продуктах — Photoshop CS і CS 2, з метою відмінності від колишніх версій і зміцнення приналежності до нової лінійки продуктів, був змінений символ програми: замість зображення ока, яке було присутнє у версіях з 3-ї по 7-у, в стильовому рішенні використовувалося зображення пір'я. У Photoshop CS3 в іконці додатку і екрані-заставці використовуються букви з назви продукту «Ps» на синьому градієнтному фоні. Список нововведень містить у собі новий інтерфейс, збільшену швидкість роботи, новий Adobe Bridge, нові фільтри і інструменти, а також додаток Device Central, що дозволяє здійснювати попередній перегляд роботи в шаблонах популярних пристроїв, наприклад мобільних телефонів.
Останні версії включають в себе Adobe Camera RAW — плагін, розроблений Томасом Ноллом, який дозволяє читати ряд RAW-форматів різних цифрових камер і імпортувати їх безпосередньо в Photoshop.

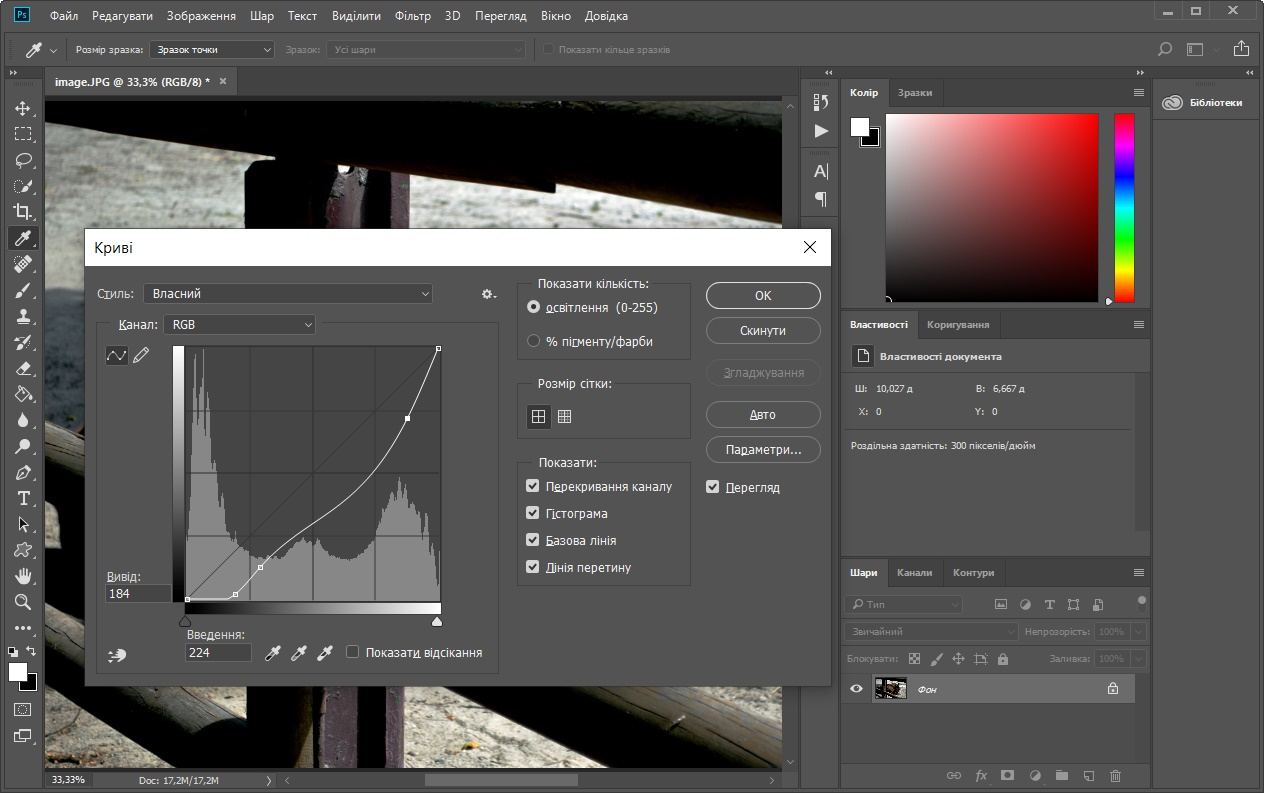
Український інтерфейс програми Photoshop CC

Хоча Photoshop практично монополізує професійний ринок, висока ціна призвела до появи програмних продуктів-конкурентів, що займають середню і нижчу цінову нішу ринку; деякі з яких, наприклад GIMP, цілком безплатні. Для завоювання цієї частини ринку і для протистояння незвичайно високим показникам нелегального використання своїх професійних продуктів, Adobe представив програми середнього і нижчого класу Photoshop Elements і Photoshop Album, перша з яких є платною урізаною версією Photoshop, а друга розповсюджується безкоштовно і слугує для організації і елементарної обробки фотографій. Продукт націлений на аматорський ринок, оскільки обмежена функціональність робить Photoshop Elements непридатним для підготовки зображень до друку. Програма Adobe Photoshop Lightroom слугує суто для «проявлення» цифрових негативів, простої ретуші фотознімків та організації їх каталогу.
Боротьба Adobe з нелегальним використанням своїх додатків часто критикується. Для CS4 практично нормальним стали періодичні збої системи обліку ліцензій, після яких Photoshop переставав запускатися, повідомляючи про припинення дії ліцензії (так звана помилка 150:30). Для її усунення є цілий комплекс дій, описаний окремо в TechNote, що супроводжує програму. Найгостріше проблема проявилася в Photoshop Elements 8 для Mac OS — його взагалі неможливо запустити (з тим же повідомленням про помилку 150:30), якщо основною мовою в операційній системі обрана російська (а також деякі інші мови, наприклад, польська, чеська).

## «Великодки»
Зображення мага
Затиснувши Alt і, утримуючи ліву кнопку миші, клацнути чорний трикутник у верхньому правому куті палітри Layers і вибрати в меню Panel Options. Цей маг (Мерлін) — довгоживуче пасхальне яйце, присутнє у Photoshop з версії 3.0, якого немає у версії CS6.
Альтернативна заставкаЗатиснувши Ctrl , вибрати Help (Довідка) → About Photoshop (Про Photoshop). Для Mac OS: ⌘ Command , Photoshop → About Photoshop. Зображення змінюється від версії до версії. Наприклад в CS3 на заставці зображена червона таблетка. А в CS4 — Стоунхендж, у якому можна прочитати назву версії (CS4).
Хоча альтернативна заставка сама по собі є крашанкою, в неї часто включають інші крашанки. Одне з них …
Електричний кітВерсія 4.0 мала кодову назву Big Electric Cat. Електричний кіт став талісманом Photoshop і зустрічається на альтернативних заставках всіх версій аж до CS5 (крім CS4). У деяких версіях (7.0 / Liquid Sky, CS3 / Red Pill) він прихований; щоб його побачити, слід зробити знімок екрану і на знімку підняти яскравість зображення.

### Специфічні для CS3
Фото Брюса ФрейзераЗробити знімок екрану з альтернативною заставкою, потім зменшити в ньому brightness до упору (-150). Це «пасхальне яйце» зроблено в пам'ять про померлого незадовго до виходу CS3 Брюса Фрейзера, автора книг про Photoshop.
Червоні сліди від лапи котаЗробити знімок екрану з альтернативною заставкою, потім відкрити Рівні (Ctrl+L) і в середньому осередку поміняти 1,00 на 9. У самому низу також з'являється напис: «Alternative beta splash screen by Jeffrey Tranberry for my grandmother Maxine Tranberry and my kitties Duane and Debbie.»
Електричний кітЗробити знімок екрану з альтернативною заставкою, потім відкрити канали і прибрати червоний канал.

### «Великодки» Photoshop CC

#### Мавпяча голова увікні шарів

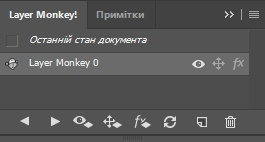

Замість стандартного значка шару у вікні «Композиція шарів» можна встановити іконку у вигляді мавпячої голови. Розгорніть віконце через меню Вікно ⇒ Композиція шарів (англ. Window ⇒ Layer Comps), створіть у віконці новий шар та перейменуйте його на «Layer Monkey 0». Після цього іконка шару зміниться на мавпячу голову:

#### Банан упанелі інструментів
Замість стандартного значка («три крапки») для меню «Редагувати панель інструментів» можна встановити іконку-банан. Натисніть на дві секунди в панелі інструментів значок у вигляді трьох крапок — «Редагувати панель інструментів», у розгорнутому вікні налаштування натисніть кнопку «Готово» (англ. Done) при затисненій клавіші Shift на клавіатурі. Після цього на місці «трьох крапок» у панелі інструментів з'явиться іконка жовтого банану:

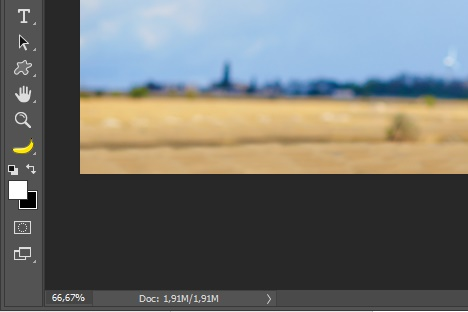

Для повернення стандартного значка у вказаному вікні «Налаштувати панель інструментів» натисніть кнопку «Готово» при затисненій клавіші Ctrl (Cmd) на клавіатурі.

#### Грінки та кавові чашки в кольорових схемах
Для заміни стандартних значків-квадратиків у налаштуваннях кольорових схем (англ. UX color chips) можна встановити іконки у вигляді грінок (тостів) або чашок кави. Перейдіть до налаштувань інтерфейсу програми в меню: Редагувати ⇒ Параметри ⇒ Інтерфейс (англ. Edit ⇒ Preferences ⇒ Interface), або за допомогою комбінації клавіш Ctrl+R та обранням пункту меню «Інтерфейс».

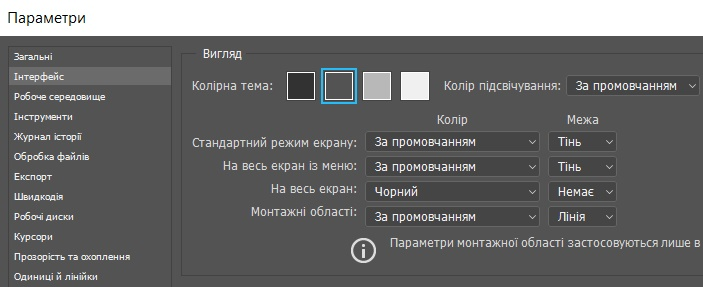

Для зміни стандартних значків на кольорові чашки кави або грінки, клікніть на ці значки правою кнопкою миші при затиснених комбінаціях клавіш:

- Shift + Alt (Opt) — для «грінок»

- Shift + Ctrl (Cmd) — для «кави»

## Поєднання клавіш
Детальніше "Стандартні комбінації клавіш Adobe Photoshop"

Поєднання клавіш (сіноніми: гарячі клавіши, [англ. keyboard shortcut], клавіша швидкого доступу, клавіша швидкого виклику, клавіатурний прискорювач) — різновид інтерфейсу взаємодії з обчислювальним пристроєм (комп'ютером, калькулятором), що являє собою натискання кнопки/клавіші (або комбінації клавіш) на клавіатурі, якому призначено (запрограмовано) певну дію - команди (операції), які виконуються цією системою. Як правило, частково дублює інтерфейс рядка меню або кнопок і слугує для значного прискорення роботи, а також - збільшення кількості можливих дій, що виконуються за допомогою клавіатури.

#### Популярні сполучення клавіш
| Вільне трансформування                                                             | Control + T                                                                                               | Command + T                                                                                               |
| Перемикання між малюванням і стиранням з використанням одного й того ж пензля      | Утримувати натиснутою клавішу ~ (тильда)                                                                  | Утримувати натиснутою клавішу ~ (тильда)                                                                  |
| Зняття виділення                                                                   | Control + D                                                                                               | Command + D                                                                                               |
| Команда «Скасувати»                                                                | Control + Z                                                                                               | Command + Z                                                                                               |
| Зменшити розмір пензля                                                             | [ | [ |
| Збільшити розмір пензля                                                            | ] | ] |
| Зменшити жорсткість пензля                                                         | { | { |
| Збільшити жорсткість пензля                                                        | } | } |
| Повернути кінчик пензля на 1 градус                                                | Стрілка ліворуч (проти годинникової стрілки), стрілка праворуч (за годинниковою стрілкою)                 | Стрілка ліворуч (проти годинникової стрілки), стрілка праворуч (за годинниковою стрілкою)                 |
| Повернути кінчик пензля на 15 градусів                                             | Shift + стрілка ліворуч (проти годинникової стрілки), Shift + стрілка праворуч (за годинниковою стрілкою) | Shift + стрілка ліворуч (проти годинникової стрілки), Shift + стрілка праворуч (за годинниковою стрілкою) |
| Стандартні кольори переднього плану/фону                                           | D | D |
| Поміняти місцями кольори переднього плану та фону                                  | X | X |
| Припасувати шари до екрана                                                         | Утримуючи Alt, клацніть на шарі                                                                           | Утримуючи Option, клацніть на шарі                                                                        |
| Створити шар через копіювання                                                      | Control + J                                                                                               | Command + J                                                                                               |
| Створити шар через вирізання                                                       | Shift + Control + J                                                                                       | Shift + Command + J                                                                                       |
| Додавання до виділення                                                             | Будь-який інструмент «Виділення» + перетягування з натиснутою клавішею Shift                              | Будь-який інструмент «Виділення» + перетягування з натиснутою клавішею Shift                              |
| Видалити пензель чи зразок                                                         | Клацніть пензель чи зразок, утримуючи клавішу Alt                                                         | Клацніть пензель чи зразок, утримуючи клавішу Option                                                      |
| Переключення автовибору на панелі параметрів за допомогою інструмента переміщення  | Клацніть, утримуючи натиснутою клавішу Control                                                            | Клацніть, утримуючи Command (утримуйте клавішу Command)                                                   |
| Закрити всі відкриті документи, крім поточного                                     | Ctrl + Alt + P                                                                                            | Command + Option + P                                                                                      |
| Скасування будь-якого модального діалогового вікна (включно з робочим середовищем) | Escape | Escape |
| Вибрати перше поле редагування на панелі інструментів                              | Enter | Return |
| Навігація між полями                                                               | Tab | Tab |
| Навігація між полями в протилежному напрямку                                       | Tab + Shift                                                                                               | Tab + Shift                                                                                               |
| Заміна «Скасувати» на «Скинути»                                                    | Alt | Option |

##### Функціональні клавіші
| Відкрити довідку                           | F1         | Клавіша «Довідка» |
| Скасування/повторення                      |            | F1                |
| Вирізання                                  | F2         | F2                |
| Копіювання                                 | F3         | F3                |
| Вставлення                                 | F4         | F4                |
| Відображення/приховування панелі «Пензель» | F5         | F5                |
| Відображення/приховування панелі «Колір»   | F6         | F6                |
| Відображення/приховування панелі «Шари»    | F7         | F7                |
| Відображення/приховування панелі «Інфо»    | F8         | F8                |
| Відображення/приховування панелі «Дії»     | F9         | Option + F9       |
| Повернення назад                           | F12        | F12               |
| Заливка                                    | Shift + F5 | Shift + F5        |
| Розтушовка виділеної області               | Shift + F6 | Shift + F6        |
| Інвертування виділення                     | Shift + F7 | Shift + F7        |